# 다롄시
다롄(중국어 간체자: 大连, 정체자: 大連, 병음: Dàlián, 영어: Dalian, 중국조선어: 대련)은 랴오닝 성의 도시로, 랴오둥반도 끝에 자리잡은 부동항이다.
역사적으로 랴오둥반도의 중심지 역할을 했으며, 하얼빈으로 연결되는 남만주 철도의 시작점이기도 하다. 1897년 러시아가 항구를 개발하기 시작하면서 발달하였다.
2007년 세계경제포럼 하계 회의가 다롄에서 개최되었다.

## 역사
고조선이 최초로 이 지역을 지배했던 왕조이다. 이후에는 중국계 한족 왕조가, 그다음에는 북방 선비족들이 대를 이으며 차지했다. 고대 한국계 왕조인 고구려가 이 일대를 북방 민족과 한족으로부터 다시 되찾아서 비사성이라고 불렀다. 이후 발해 영토가 되었으며 목저주(木底州)·현토주(玄兎州)라고 했다. 거란, 여진, 몽골을 거쳐 명나라 때는 삼산포, 삼산해구, 청니와구라고 했다. 1880년 대에 청나라가 다롄만 북쪽 해안에 포대를 쌓아 올려, 도시가 형성되기 시작했다. 청일전쟁 후 1898년, 삼국 간섭의 대상으로서 청으로부터 관동주(다롄, 뤼순 등)를 조차한 러시아가 둥칭철도의 종착역을 마련해 「다르니」(Дальний; 「멀다」)라고 명명했다. 뤼순에 있는 함대와 요새의 물자를 보급하기 위해, 또 무역의 거점 항구로 정비하여 파리를 모델로 한 도시를 만들기 시작했다.
그러나 1904년에 발발한 러일전쟁에 의해, 동년 5월 말에는 일본군이 무혈 입성하여, 전후 1905년 포츠머스 조약을 맺어 일본에 조차권을 양도했다. 일본은 고지도의 중국어의 지명 「다롄만」에서 나온 「다롄」을 도시명으로서 채용했다. 이는 러시아 지명 다리니와도 발음이 비슷하게 연관된다.
러시아의 조계 시대는 현재의 다롄역에서 동쪽의 구분과 극히 일부의 건축물이 생긴 상태였다. 일본은 다롄을 무역도시로서 발전시키기 위해, 관동도독부와 남만주철도와 같은 사회 간접 자본 정비를 속행시켰다. 그 결과 도로의 아스팔트 포장이나 벽돌로 지은 건축물이 나란히 서는 불연건축물이 완성되었다. 초기에는 현재의 다롄역과 그 역 일대가 정비되어 구시가가 거의 현재의 형태가 된다.
1945년 제2차 세계대전 말기 소일중립조약을 파기하고 소련이 참전하여 다롄을 점거했다. 동년 9월에 전쟁이 끝난 후에도 안소우호동맹조약에 근거해 소련은 다롄항을 뤼순항이나 남만주철도와 함께 계속해 관리하에 두었다.
중화인민공화국에 반환되는 것은 1951년의 일이다. 그래서 국공내전 중에도 이 지역은 국민당 측의 지배하에 들어가지 않고, 시종 공산당 측에 있었다.
1951년에 뤼순 시를 합병해, 뤼다라고 개칭했지만, 1981년에 원래의 다롄이라는 이름으로 되돌렸다. 1990년대의 개혁개방 경제 아래, 중국 동북부 내에서도 특히 눈부신 경제적 발전을 이루었다.

### 21 세기
- 2011년 8월 14일, 다롄 자일렌 사건이 발생했다.
- 2016년 6월 14일, 다롄 택시 사건이 발생했다.
- 2016년 8월 5일, 다롄 화표 사건이 발생했다.

## 지리 및 기후
다롄시는 랴오둥반도의 최남단에 위치해 있다. 동쪽은 황해, 서쪽은 보하이만에 접해 있다. 동북쪽은 닝안에 접해 있다. 다롄은 냉대 동계 소우 기후(쾨펜의 기후 구분 Dwa)에 속하며, 연평균 기온은 11.6℃이다. 강수량은 604.2mm, 일조시간은 2,625시간이다.
| 다롄시 (1991년~2020년)의 기후 | 다롄시 (1991년~2020년)의 기후 | 다롄시 (1991년~2020년)의 기후 | 다롄시 (1991년~2020년)의 기후 | 다롄시 (1991년~2020년)의 기후 | 다롄시 (1991년~2020년)의 기후 | 다롄시 (1991년~2020년)의 기후 | 다롄시 (1991년~2020년)의 기후 | 다롄시 (1991년~2020년)의 기후 | 다롄시 (1991년~2020년)의 기후 | 다롄시 (1991년~2020년)의 기후 | 다롄시 (1991년~2020년)의 기후 | 다롄시 (1991년~2020년)의 기후 | 다롄시 (1991년~2020년)의 기후 |
| 월                            | 1월                           | 2월                           | 3월                           | 4월                           | 5월                           | 6월                           | 7월                           | 8월                           | 9월                           | 10월                          | 11월                          | 12월                          | 연간                          |
| ----------------------------- | ----------------------------- | ----------------------------- | ----------------------------- | ----------------------------- | ----------------------------- | ----------------------------- | ----------------------------- | ----------------------------- | ----------------------------- | ----------------------------- | ----------------------------- | ----------------------------- | ----------------------------- |
| 역대 최고 기온 °C (°F)        | 10.2 (50.4)                   | 14.2 (57.6)                   | 20.1 (68.2)                   | 28.5 (83.3)                   | 33.8 (92.8)                   | 35.6 (96.1)                   | 36.6 (97.9)                   | 34.4 (93.9)                   | 33.4 (92.1)                   | 28.2 (82.8)                   | 21.7 (71.1)                   | 14.4 (57.9)                   | 36.6 (97.9)                   |
| 일평균 최고 기온 °C (°F)      | 0.0 (32.0)                    | 2.5 (36.5)                    | 8.2 (46.8)                    | 15.1 (59.2)                   | 21.2 (70.2)                   | 24.8 (76.6)                   | 27.3 (81.1)                   | 27.9 (82.2)                   | 24.5 (76.1)                   | 17.8 (64.0)                   | 9.8 (49.6)                    | 2.9 (37.2)                    | 15.2 (59.3)                   |
| 일일 평균 기온 °C (°F)        | −3.3 (26.1)                   | −0.9 (30.4)                   | 4.3 (39.7)                    | 10.9 (51.6)                   | 16.9 (62.4)                   | 20.9 (69.6)                   | 24.0 (75.2)                   | 24.8 (76.6)                   | 21.1 (70.0)                   | 14.3 (57.7)                   | 6.3 (43.3)                    | −0.5 (31.1)                   | 11.6 (52.8)                   |
| 일평균 최저 기온 °C (°F)      | −6.0 (21.2)                   | −3.7 (25.3)                   | 1.2 (34.2)                    | 7.4 (45.3)                    | 13.2 (55.8)                   | 17.8 (64.0)                   | 21.7 (71.1)                   | 22.3 (72.1)                   | 18.2 (64.8)                   | 11.2 (52.2)                   | 3.3 (37.9)                    | −3.4 (25.9)                   | 8.6 (47.5)                    |
| 역대 최저 기온 °C (°F)        | −21.1 (−6.0)                  | −17.1 (1.2)                   | −15.3 (4.5)                   | −4.2 (24.4)                   | 3.7 (38.7)                    | 10.5 (50.9)                   | 14.2 (57.6)                   | 14.5 (58.1)                   | 6.4 (43.5)                    | −1.9 (28.6)                   | −12.8 (9.0)                   | −19.0 (−2.2)                  | −21.1 (−6.0)                  |
| 평균 강수량 mm (인치)         | 5.7 (0.22)                    | 8.1 (0.32)                    | 11.0 (0.43)                   | 34.2 (1.35)                   | 56.4 (2.22)                   | 71.4 (2.81)                   | 120.3 (4.74)                  | 172.0 (6.77)                  | 51.8 (2.04)                   | 37.6 (1.48)                   | 26.2 (1.03)                   | 9.5 (0.37)                    | 604.2 (23.78)                 |
| 평균 강수일수 (≥ 0.1 mm)      | 2.8                           | 2.9                           | 3.0                           | 5.8                           | 6.6                           | 8.2                           | 10.1                          | 9.2                           | 5.5                           | 5.9                           | 5.3                           | 3.8                           | 69.1                          |
| 평균 강설일수                 | 5.2                           | 3.6                           | 2.1                           | 0.3                           | 0.0                           | 0.0                           | 0.0                           | 0.0                           | 0.0                           | 0.2                           | 2.9                           | 6.8                           | 21.1                          |
| 평균 상대 습도 (%)            | 56                            | 57                            | 53                            | 54                            | 60                            | 73                            | 82                            | 80                            | 69                            | 62                            | 60                            | 58                            | 64                            |
| 평균 월간 일조시간            | 192.5                         | 191.8                         | 244.3                         | 254.6                         | 274.7                         | 242.8                         | 203.4                         | 222.9                         | 235.5                         | 218.6                         | 172.3                         | 171.6                         | 2,625                         |
| 가능 일조율                   | 63                            | 63                            | 66                            | 64                            | 62                            | 55                            | 45                            | 53                            | 64                            | 64                            | 58                            | 59                            | 60                            |
| 출처: 중국기상국              |                               |                               |                               |                               |                               |                               |                               |                               |                               |                               |                               |                               |                               |

## 경제
다롄은 1992년 이래로 매년 두자리 수의 GDP 성장률을 보이고 있다. 2008년 도시의 GDP는 16.5%의 증가를 기록했다. 국가 통계국에 의한 전국 평가에 따르면 중국 전체 도시들 중에서 8위의 경쟁력을 갖춘 것으로 조사되었다. 도시의 주요 산업은 기계 제조와 석유 화학과 정유 및 전자 산업이다. 수 많은 한국 일본 기업들이 오랫동안 활동해왔고 수 많은 외국인 전용 유흥업소가 존재하여 홍콩에 비교되는 유흥도시이기도 하다.
중국에서 가장 큰 조선, 내연 기관, 정유, 베어링 관련 17개 업체가 다롄에 위치해있다. 다롄은 목재와 금속을 처리하고 그 구성 성분을 분해하고 합치고 분배하는 일과 관련하여 우수한 위치에 있다. 다롄은 또한 IT와 소프트웨어 산업의 중심이 되려고 노력하고 있다. 금융과 다른 서비스 산업도 성장하고 있다. 현재 21개의 외국 은행 및 금융 기관들이 다롄에 지사와 대리점을 두고 있다. 전시회 또한 많이 열리고 있다. 싱하이 회의박람회장은 300개가 넘는 이벤트를 개최하였다.
다롄에는 STX조선해양의 초대형 조선소 STX다롄이 위치해 있다.

## 인구
2005년 12월말 통계에서 다롄 시 인구는 561만2,480명이다. 

### 민족
다롄 시는 40개 민족이 거주하며 한족이 대부분이며, 그 다음으로 만주족이다.
| 민족 이름                | 한족      | 만주족  | 몽골족 | 조선족 | 후이족 | 시버족 | 먀오족 | 투자족 | 위구르족 | 좡족  | 기타 민족 |
| ------------------------ | --------- | ------- | ------ | ------ | ------ | ------ | ------ | ------ | -------- | ----- | --------- |
| 인구 수                  | 6,955,255 | 358,432 | 51,448 | 26,405 | 18,186 | 15,609 | 4,161  | 3,088  | 2,522    | 2,365 | 13,314    |
| 인구비율(%)              | 93.35     | 4.81    | 0.69   | 0.35   | 0.24   | 0.21   | 0.06   | 0.04   | 0.03     | 0.03  | 0.18      |
| 소수민족 인구 중 비율(%) | －        | 72.33   | 10.38  | 5.33   | 3.67   | 3.15   | 0.84   | 0.62   | 0.51     | 0.48  | 2.69      |

## 교통
다롄 저우수이쯔 국제공항을 통해 베이징 등 국내 도시와 서울 등 외국 도시와 연결된다.

### 공항
- 다롄 저우수이쯔 국제공항

### 철도

#### 노선
- 하다 여객전용선
- 단다 성제철로

#### 역
- 다롄 역
- 다롄 북역

### 시내교통
- 다롄 지하철

### 수운
- 보하이 철로 페리

## 행정 구역
다롄은 랴오닝 성에서 선양의 뒤를 잇는 제 2의 대도시이다. 다롄 시정부는 중산루(中山路)의 인민광장(人民广场） 북쪽의 주요 빌딩 및 시내 각처의 빌딩에 있다. 그 조직에는 상업국, 외교경제무역국, 위생국, 정보산업국, 공안국, 종교, 과학기술국 등이 있다.
다롄 시는 7개의 구, 2개의 현급시, 1개의 현으로 구성되어 있다.
|                        | 행정구역 | 간자명 |
| ---------------------- | -------- | ------ |
| 다롄 도시지역          |          |        |
| 시강 구                | 西岗区   |        |
| 중산 구                | 中山区   |        |
| 사허커우 구            | 沙河口区 |        |
| 간징쯔 구              | 甘井子区 |        |
| 다롄 교외 및 외곽 지역 |          |        |
| 뤼순커우 구            | 旅顺口区 |        |
| 진저우 구              | 金州区   |        |
| 푸란뎬 구              | 普兰店区 |        |
| 와팡뎬 시              | 瓦房店市 |        |
| 좡허 시                | 庄河市   |        |
| 창하이 현              | 长海县   |        |

## 자매도시
- 일본 기타큐슈, 마이즈루시
- 미국 오클랜드 캘리포니아, 휴스턴
- 영국 글래스고, 프랑스 르아브르
- 독일 브레멘, 로스토크
- 캐나다 밴쿠버,  오스트레일리아 애들레이드
- 폴란드 슈체친
- 크로아티아 자그레브
- 러시아 블라디보스토크
- 아르헨티나 바히아블랑카

## 우호도시
- 대한민국 광주광역시, 평택시, 춘천시
- 크로아티아 자그레브시